# Сардик (притока Лумпуна)
Сарди́к (рос. Сардык) — річка у Кіровській області (Унинський район), Росія, ліва притока Лумпуна.
Річка починається за 1,5 км на північний захід від колишнього присілку Костоломи. Русло спрямоване спочатку на північний захід, потім плавно повертає на південний захід. На ділянці між присілками Канахинці та Кузенки річка тече на захід, потім знову повертає на південний захід. Після селища Родина річка повертає на північний захід. Впадає до Лумпуна нижче селища Сардик.
Русло нешироке, долина широка. Береги місцями заліснені, в пригирловій частині заболочені. Приймає декілька дрібних приток, серед яких найбільші праві Пар'я та Кая, ліва Возжейка. На річці збудовано ставки.
Над річкою розташовані присілки Канахинці, Кузенки, Антоновці, Сардик, Родина, Сардик. Через русло збудовано декілька мостів.